# Pałac Karola Scheiblera

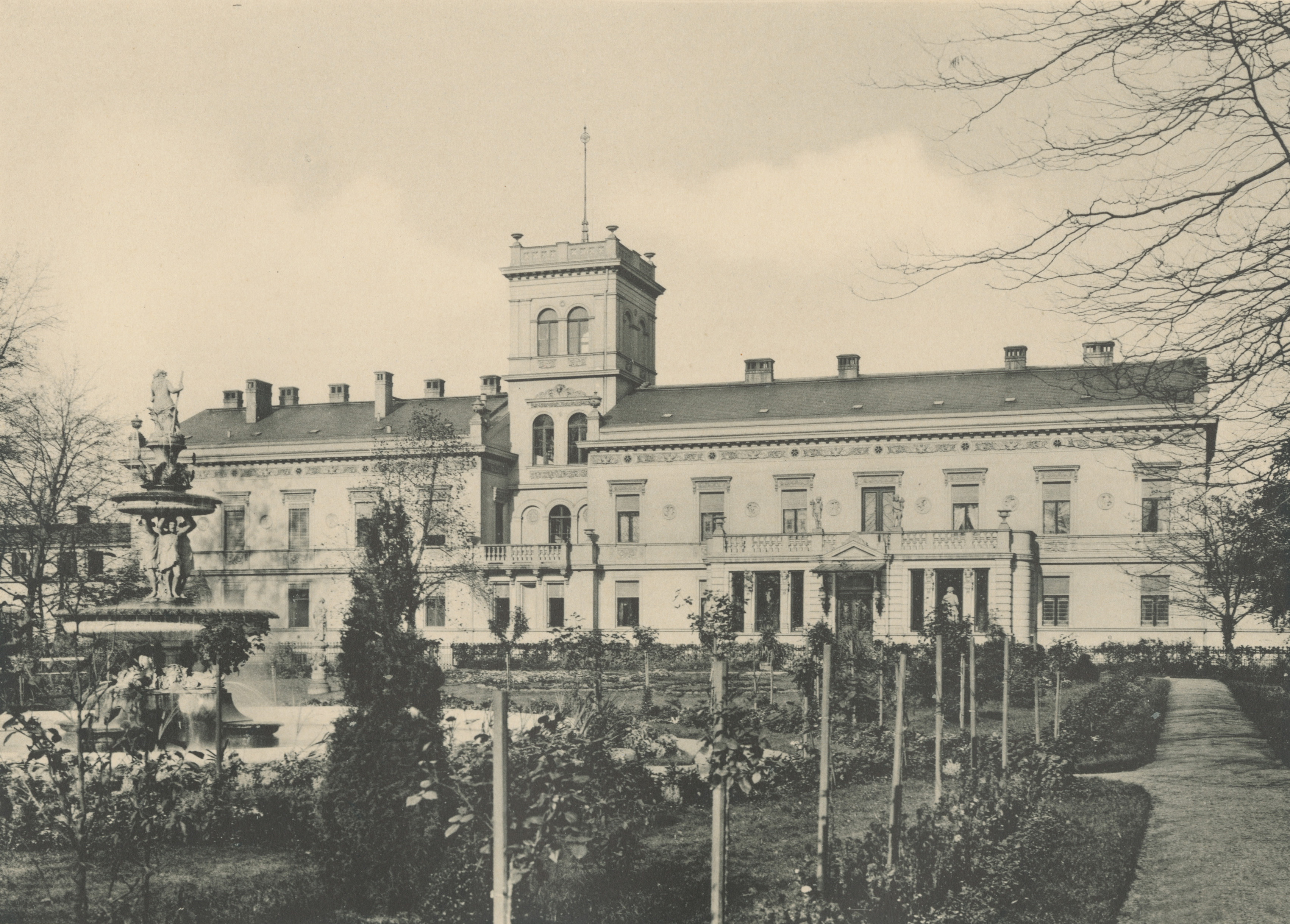
Widok od tyłu (ogrodu); strona południowa, po której znajdowało się wejście; koniec XIX w. (fot. Bronisław Wilkoszewski, 1896)

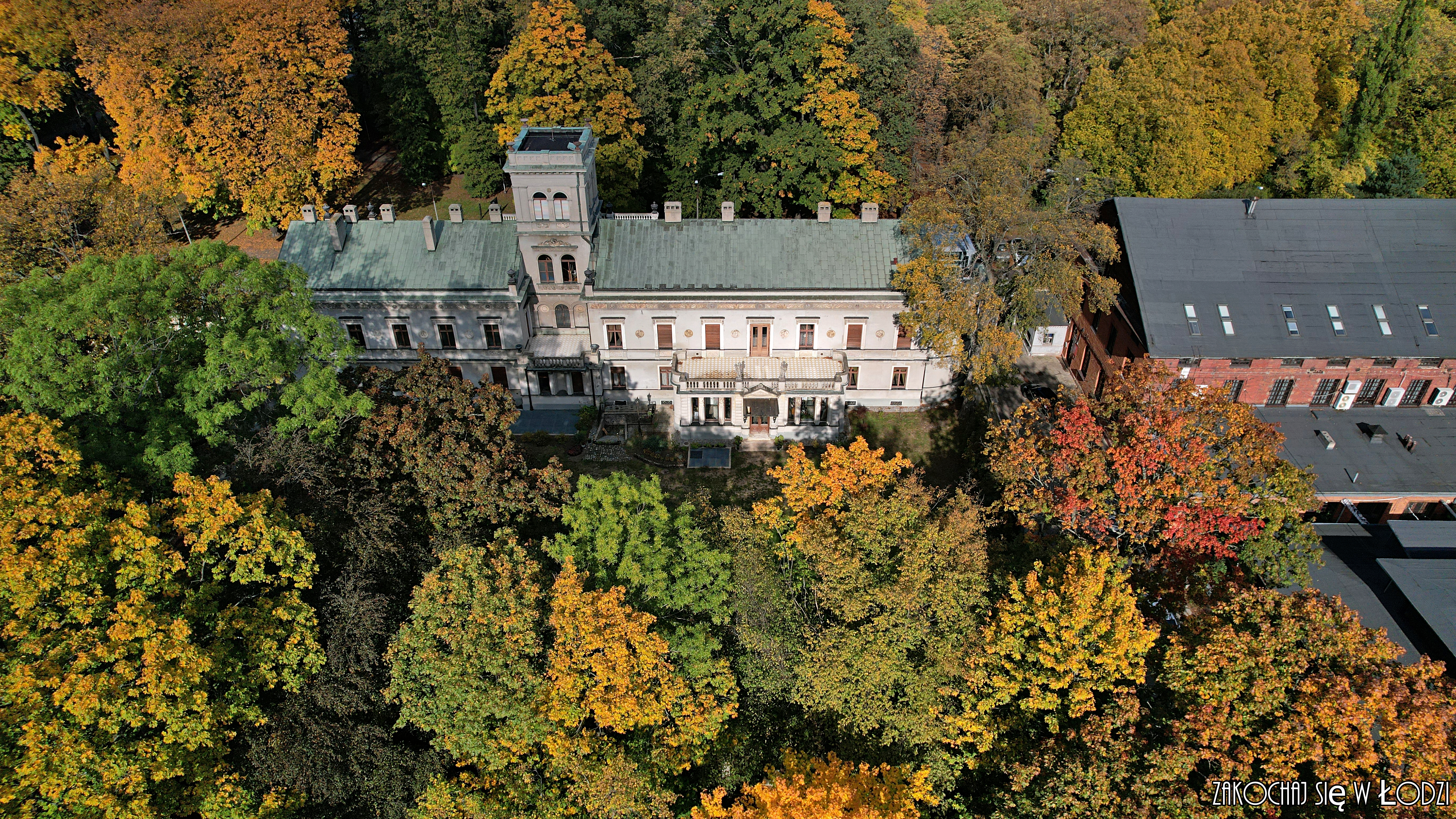
Pałac Karola Scheiblera

Pałac Karola Scheiblera – neorenesansowy pałac zbudowany dla Karola Scheiblera, znajdujący się w Łodzi przy Placu Zwycięstwa 1 (dawniej Wodny Rynek) obok olbrzymiego kompleksu jego fabryki i fabrycznego osiedla robotniczego Księży Młyn.

## Historia
Pałac zbudowany został w 1856 roku według projektu Jana Karola Mertschinga. Pierwsza przebudowa miała miejsce w 1865 roku. Aktualną, neorenesansową bryłę, uzyskał w latach 1884–1887 po przebudowie, którą przeprowadził warszawski architekt Edward August Lilpop na zlecenie wdowy po Karolu – Anny Scheibler. Kontrastem dla niej są eklektyczne wnętrza. Wyposażenie pałacu sprowadzono z Berlina, Drezna oraz Paryża. Do najciekawszych pomieszczeń należy ciąg parterowych pomieszczeń w układzie amfiladowym, m.in.: gabinet, sala lustrzana, neomanierystyczna jadalnia, pokój mauretański, neorokokowa sypialnia. W ich wnętrzach znajdują się boazerie, imitacje kurdybanów, wzorzyste tapety i malowidła, cenne piece oraz kredensy, a w gabinecie byłego właściciela cenna – i bardzo droga podówczas – mozaika weneckiego sztukatora Antonio Salviatiego z 1886 roku, jest to jedyna jego praca w Łodzi. Natomiast nie zachowało się wyposażenie apartamentów prywatnych na I piętrze, poza sztukateriami sufitów, posadzką w łazience oraz częścią oryginalnej stolarki okiennej. Dziś sale wystaw czasowych Muzeum.
Scheiblerowie mieszkali w pałacu do 1932 roku, tj. do czasu przejęcia go przez Bank Gospodarstwa Krajowego w ramach postępowania sanacyjnego Firmy, która w tym czasie znalazła się na skraju bankructwa. Od stycznia 1933 do września 1939 mieszkał w nim gen. Feliks Maciszewski, prezes Zarządu i dyrektor zarządzający Zjednoczonych Zakładów Przemysłowych Karola Scheiblera i Ludwika Grohmana w Łodzi, z ramienia największego wierzyciela – BGK.
Podczas II wojny światowej okresowo mieszkał tu Jerzy Scheibler (brat Karola Wilhelma III Scheiblera), członek rady nadzorczej Firmy. Ponadto w latach 1939–1941 część pokoi na I piętrze zajmowali funkcjonariusze łódzkiej policji (Schutzpolizei), możliwe, że mieszkali tu też w latach 1941–1945 wyżsi urzędnicy oddziału łódzkiego Allegemeine Elektrische Gesellchaft (AEG), która ulokowała swoją produkcję w pobliskim budynku fabryki scheiblerowskiej, jednak głównym lokatorem w tym okresie był Wehrmacht.
Po II wojnie światowej, kilka dni po dekrecie o utworzeniu, pałac stał się siedzibą rektoratu Politechniki Łódzkiej (od ok. 24 maja 1945). Pozostał w nim do 1950 roku. W następnych latach mieściły się różne instytucje, a od 1957 do 1990 Państwowa Szkoła Muzyczna I stopnia (w ostatnich latach tylko w pomieszczeniach d. stajni; obecnie budynek administracyjny Muzeum).
Od 1986 roku pałac jest siedzibą jedynego w Polsce Muzeum Kinematografii, którego jednym z cenniejszych zabytków jest XIX-wieczny fotoplastykon z firmy Augusta Fuhrmanna (jeden z czterech zachowanych na świecie), ustawiony w dawnej łaźni pałacowej na I piętrze.
6 października 2006, w gruntowanie przebudowanej wozowni, otwarte zostało kino muzealne, o statusie kina studyjnego, pn. Kinematograf.
W 2015 pałac został uznany pomnikiem historii.

## Pałac w filmie
Jego wnętrza niejednokrotnie służyły jako plany filmowe. Po raz pierwszy obszernie zaprezentował je w czarno-białym filmie z 1967 r. pt. Pałace ziemi obiecanej Leszek Skrzydło, reżyser Wytwórni Filmów Oświatowych w Łodzi. Atutem filmu jest komentarz oparty na fragmentach Ziemi obiecanej Reymonta w wykonaniu Kazimierza Rudzkiego. Długie ujęcie wnętrza zaprezentował Andrzej Wajda w filmie Ziemia Obiecana.
W innych filmach:
- Mansarda (reż. Konrad Nałęcki; 1963)
- Pavoncello (reż. Andrzej Żuławski, 1967)
- Stawka większa niż życie, odc. IV: Cafe Rose (reż. Andrzej Konic, 1968)
- Stawka większa niż życie, odc. VI: Żelazny Krzyż (reż. Janusz Morgenstern, 1968)
- Różaniec z granatów (reż. Jan Rutkiewicz, 1970)
- Jak daleko stąd, jak blisko (reż. Tadeusz Konwicki, 1971)
- Lalka, serial TV, odc. V: Widziadło (reż. Rydszatrd Ber, 1977)
- Biały mazur (reż. Wanda Jakubowska, 1978)
- Vabank (reż. Juliusz Machulski, 1981)
- Czerwone węże (reż. Wojciech Fiwek, 1981)
- Między ustami a brzegiem pucharu (reż. Zbigniew Kuźmiński, 1987)
- Ludożerca (reż. Łukasz Wylężałek, 1987)
- Łabędzi śpiew (reż. Robert Gliński, 1988)
- Pożegnanie jesieni (reż. Mariusz Treliński, 1990)
- Powrót wilczycy (reż. Marek Piestrak, 1990)
- Podroż na wschód (reż. Stefan Chazbijewicz, 1994)
- Inland Empire (reż. David Lynch, 2006; tylko elewacja północna)[9]
- Shirley (reż. Jonathan Desoindre, 2009)
- Nie ten człowiek (reż. Paweł Wendorff, 2009)
- Złodzieje serc (reż. Piotr Gralak, 2010)

Przez 13 lat, od 1979, z przerwą na stan wojenny, był tu realizowany autorski program Iwonny Łękawy – „Zbliżenia, czyli to i owo o filmie” oraz programy „Klapsik” i „FILMówka”.